# کارلوآلبرتو جوردانی
کارلوآلبرتو جوردانی (ایتالیایی: Carloalberto Giordani؛ زادهٔ ۲۴ اکتبر ۱۹۹۷) دوچرخه‌سوار پیست اهل ایتالیا است.
وی در مسابقات کشوری و بین‌المللی در مجموع برندهٔ ۱ مدال نقره شده‌است.